# Iran Fajr International 2014
Die Iran Fajr International 2014 im Badminton fanden vom 13. bis 16. Februar 2014 in Teheran statt.

## Sieger und Platzierte
| Disziplin    | Gold                                 | Silber                      | Bronze                                |
| ------------ | ------------------------------------ | --------------------------- | ------------------------------------- |
| Herreneinzel | Sourabh Varma                        | Alrie Guna Dharma           | Hsu Jen-hao                           |
| Herreneinzel | Sourabh Varma                        | Alrie Guna Dharma           | Wang Tzu-wei                          |
| Dameneinzel  | Tee Jing Yi                          | Yang Li Lian                | Pai Hsiao-ma                          |
| Dameneinzel  | Tee Jing Yi                          | Yang Li Lian                | Neslihan Yiğit                        |
| Herrendoppel | Chen Hung-ling Lu Chia-bin           | Liang Jui-wei Liao Kuan-hao | Philip Joper Escueta Ronel Estanislao |
| Herrendoppel | Chen Hung-ling Lu Chia-bin           | Liang Jui-wei Liao Kuan-hao | Jagdish Singh Roni Tan                |
| Damendoppel  | Amelia Alicia Anscelly Soong Fie Cho | Özge Bayrak Neslihan Yiğit  | Prajakta Sawant Arathi Sara Sunil     |
| Damendoppel  | Amelia Alicia Anscelly Soong Fie Cho | Özge Bayrak Neslihan Yiğit  | Erica Khoo Pei Shan See To Chia Vern  |